# SkyWest Airlines
SkyWest Airlines, Inc. ist eine amerikanische Regionalfluggesellschaft mit Sitz in St. George.

## Geschichte

### Gründung und erste Jahre

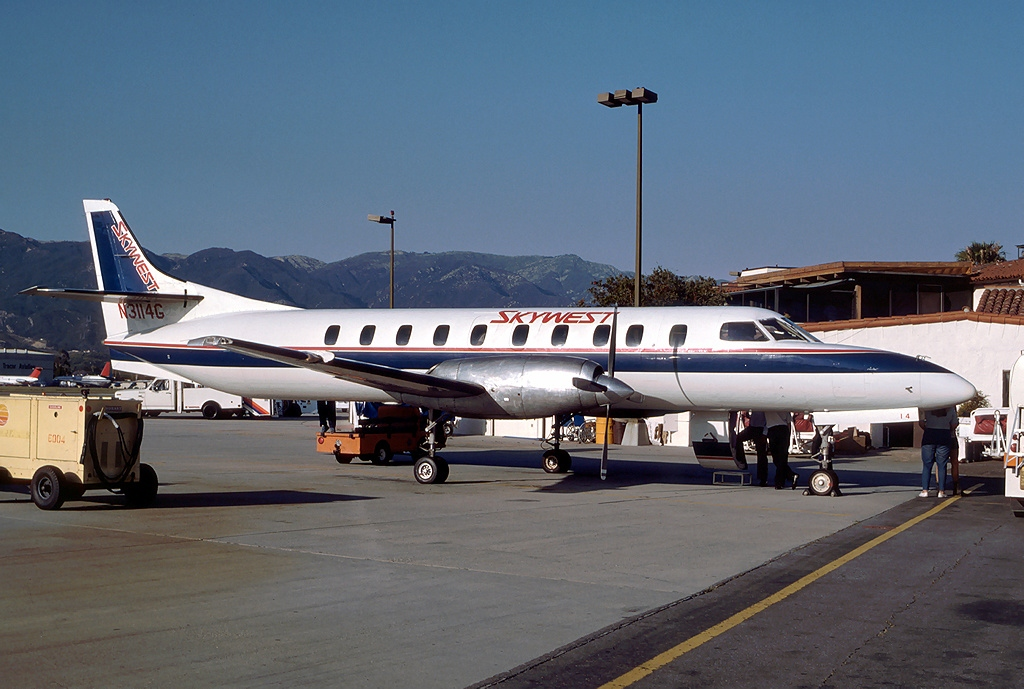
Eine Metroliner in Santa Barbara 1988

1972 gründete Ralph Atkin nach dem Kauf der Dixie Airlines mit einer Piper PA-34 Seneca SkyWest Airlines. Der Erstflug führte von St. George mit einem Zwischenstopp in Cedar City nach Salt Lake City. Der Anfang war schwierig und bis 1975 hatte die Gesellschaft einen Verlust von 300.000 US-Dollar. Danach wurde die Verwaltung, das Personal und die Anzahl der Flugzeuge verringert.
Bis 1979 hatte sich SkyWest erholt und es wurden drei 19-sitzige Fairchild Metro II beschafft. In St. George wurde ein neues Verwaltungsgebäude und Wartungszentrum gebaut. 1984 kaufte SkyWest die Sun Air. Die Flotte vergrößerte sich auf 26 Maschinen und in Palm Springs wurde ein neues Wartungszentrum eröffnet. 1985 wurde das Hauptquartier vom Flughafen ins Zentrum von St. George verlegt. Im gleichen Jahr wurde ein Codesharing-Abkommen mit Western Airlines geschlossen und seitdem Zubringerflüge zu deren Drehkreuz Salt Lake City geflogen. 1986 ging die Fluggesellschaft als SkyWest Inc. an die Börse. Delta Airlines übernahm Western Airlines und auch das Abkommen. 1987 übernahm Delta Airlines 20 % der SkyWest. Im gleichen Jahr übernahm SkyWest die Color Canyon Air Service und änderte deren Namen in Cedar City Air Service. Ab Palm Springs wurden die ersten Embraer EMB 120 eingesetzt und die Flotte auf 41 Maschinen vergrößert.
1991 bediente SkyWest 42 Städte in acht US-Bundesstaaten mit einer Flotte von 15 Embraer EMB 120 und 35 Metros. 1994 erhielt SkyWest ihre erste Bombardier CRJ. Es folgte die Übernahme der Scenic Airlines. Ab 1995 flog SkyWest ab Los Angeles International Airport für Continental Airlines und ab 1997 Flüge für United Airlines. Als United Express wurde das Angebot auf die Drehkreuze Los Angeles, San Francisco und Denver erweitert und das Abkommen mit Continental wurde beendet.

### Seit 2000
2003 bis 2005 bestand ein Codesharing-Abkommen mit Continental und SkyWest flog als Continental Connection ab Houston. Es folgte ein neues Abkommen mit United Airlines für elf Jahre. 2005 bot Delta Airlines SkyWest den Kauf ihrer Tochtergesellschaft Atlantic Southeast Airlines an und am 8. September übernahm SkyWest Inc. die Gesellschaft. 2007 folgten neue Abkommen mit Midwest Airlines und Delta Airlines und SkyWest fliegt seitdem als Delta Connection von Salt Lake City.
Am 2. Februar 2024 wurde bekannt gegeben, dass SkyWest Airlines 25 % der Anteile von Contour Airlines übernommen hat.

## Flugziele

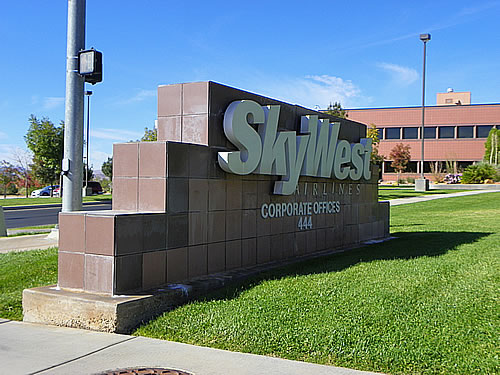
Der Sitz von SkyWest in St. George

SkyWest Airlines fliegt als Zubringer für große Fluggesellschaften: als United Express für United Airlines, als Delta Connection für Delta Air Lines und als American Eagle für American Airlines. Außerdem führt SkyWest Wet-Lease-Flüge für Alaska Airlines durch. Die größten Drehkreuze sind nach Anzahl der Starts:
- Salt Lake City International Airport
- Chicago O’Hare International Airport
- Los Angeles International Airport
- Denver International Airport
- San Francisco International Airport
- Portland International Airport
- Kansas City International Airport

## Flotte

### Aktuelle Flotte

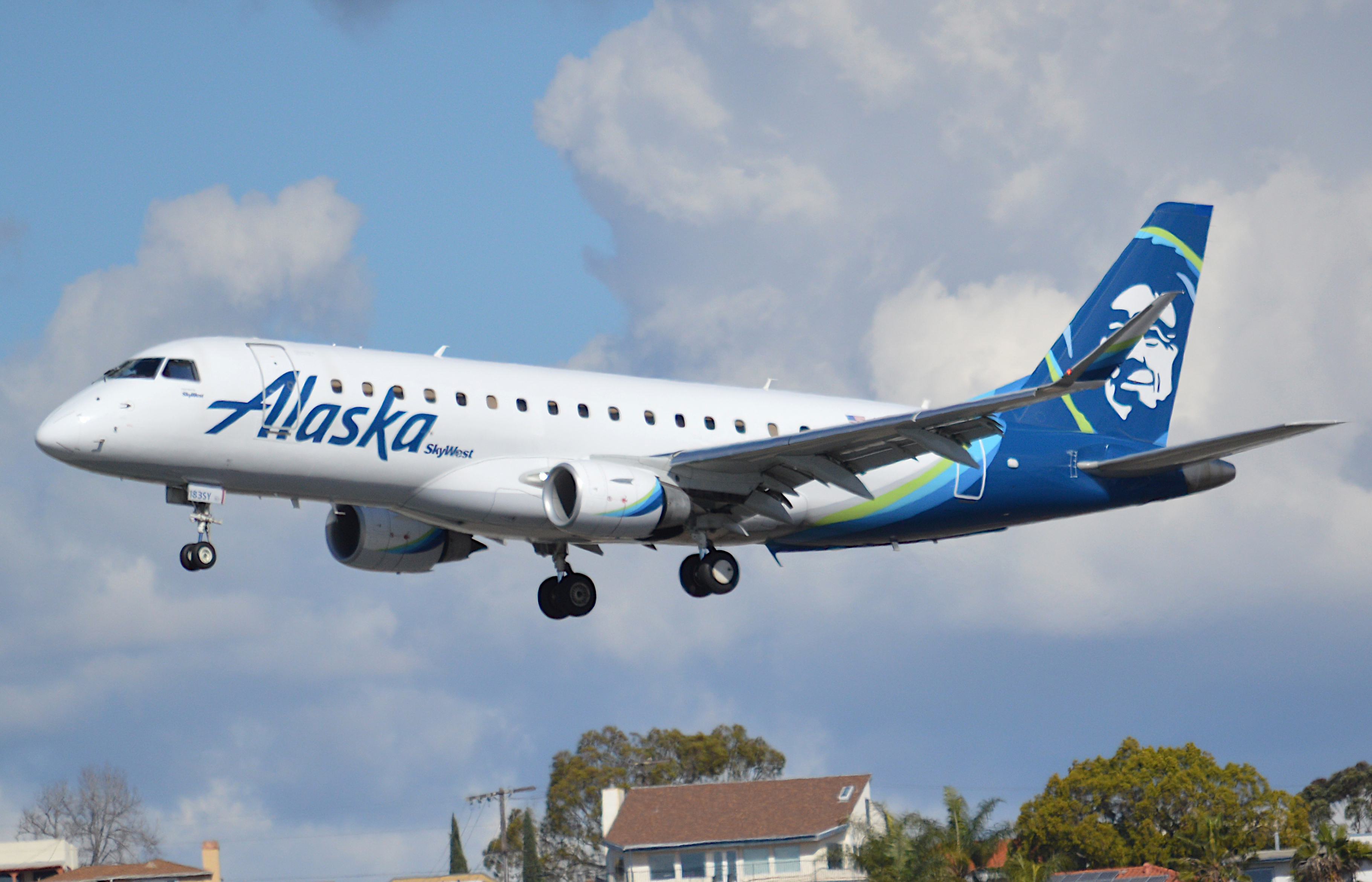
Embraer 175 der SkyWest Airlines, betrieben für Alaska Airlines

Mit Stand November 2024 besteht die Flotte der SkyWest Airlines aus 577 Flugzeugen mit einem Durchschnittsalter von 13,8 Jahren:
| Flugzeugtyp       | Anzahl | bestellt | Anmerkungen  | Sitzplätze | Durchschnittsalter |
| ----------------- | ------ | -------- | ------------ | ---------- | ------------------ |
| Bombardier CRJ200 | 140    |          | 57 inaktiv   | 50         | 21,8 Jahre         |
| Bombardier CRJ700 | 135    |          | 39 inaktiv   | 65/69/70   | 19,3 Jahre         |
| Bombardier CRJ900 | 044    |          | neun inaktiv | 70/76      | 14,0 Jahre         |
| Embraer 175       | 258    |          | vier Inaktiv | 70/76      | 6,5 Jahre          |
| Gesamt            | 577    | –        |              |            | 13,8 Jahre         |

### Ehemalige Flugzeugtypen

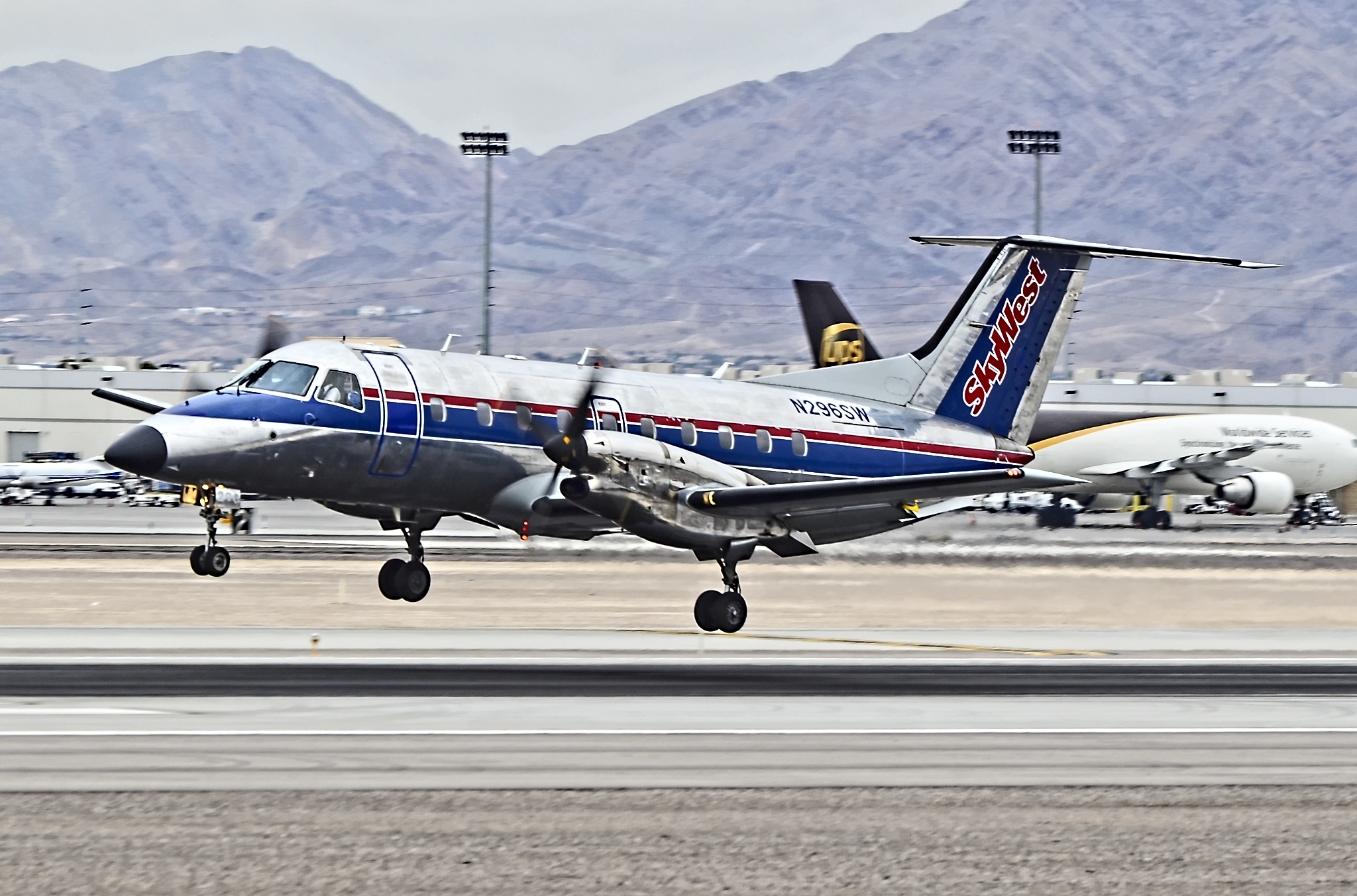
Eine EMB-120 startet in Las Vegas im Jahr 2013

In der Vergangenheit setzte SkyWest Airlines bereits folgende Flugzeugtypen ein:
- Bombardier CRJ100
- Embraer EMB 120 Brasilia

## Zwischenfälle

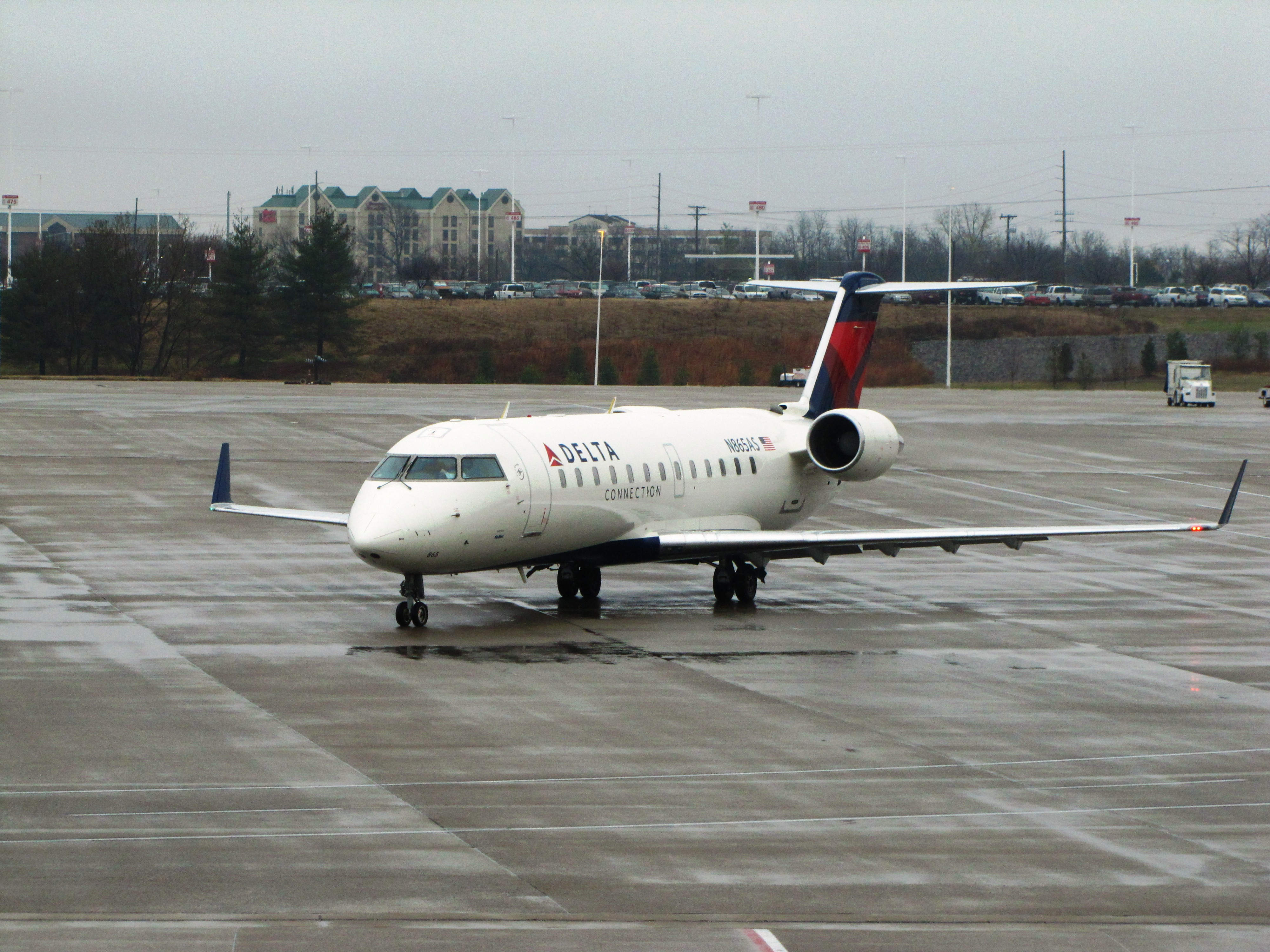
Die am 17. Juli 2012 gestohlene Bombardier CRJ200 (Kennzeichen N865AS)

SkyWest verzeichnete in ihrer Geschichte zahlreiche Zwischenfälle, davon die folgenden drei mit Todesopfern:
- Am 15. Januar 1987 verunglückte die Fairchild Swearingen Metro II (Kennzeichen N163SW) unterwegs von Pocatello nach Salt Lake City im Anflug auf Salt Like City, als sie mit einer Mooney M20 (Kennzeichen N6485U) zusammen stieß. Bei dem Unfall starben alle 8 Personen in der Metro sowie die zwei Personen in der Mooney M20.[6]
- Am 1. Februar 1991 verunglückte die Metro III N683AV am Flughafen Los Angeles unterwegs nach Palmdale. Die Metro III wartete auf der Start- und Landebahn und kollidierte mit einer landenden Boeing 737-300 (N388US) der USAir. Alle 12 Personen in der Metro sowie 22 von 89 Personen in der Boeing kamen ums Leben, 30 Personen wurden zum Teil schwer verletzt (siehe auch SkyWest-Flug 5569).
- In der Nacht vom 17. Juli 2012 wurde die Bombardier CRJ200 (N865AS) am Flughafen St. George gestohlen. Das Flugzeug kollidierte mit dem Terminal des Flughafens, der Dieb erschoss sich darauf selber. Das Flugzeug wurde bei der Kollision so stark beschädigt, dass es abgeschrieben wurde.[7]